# Shannyn Sossamon
Shannon Marie Sossamon (Honolulu, Hawái; 3 de octubre de 1978), más conocida como Shannyn Sossamon, es una actriz, disc jockey, baterista, cantante y bailarina estadounidense.
Protagonizó la película A Knight's Tale, con la que le llegó la fama. También ha protagonizado películas como 40 Days and 40 Nights, The Rules of Attraction, Wristcutters: A Love Story y One Missed Call. Shannyn también protagoniza la serie de la CBS Moonlight. Además, protagonizó la serie Wayward Pines, de M. Night Shyamalan. Es hermana de la bajista Jenny Lee Lindberg.

## Comienzos
Sossamon nació en Honolulu, Hawái. Hija de Sherry Sossamon y Todd Lindberg, de niña ella y su familia se mudaron a Reno, Nevada, donde fue alumna de la Galena High School. Shannyn Sossamon tiene ascendencia francesa, hawaiana, alemana, inglesa, irlandesa y filipina; su abuela materna es hawaiana-filipina, y su abuelo materno es inglés-alemán.
Un día después de su graduación en secundaria, Sossamon se mudó a Los Ángeles, California, para empezar su carrera como bailarina. Hizo apariciones en anuncios de televisión y tuvo una breve carrera como DJ en discotecas de la zona. En 1999, Sossamon fue descubierta por la directora de casting Francine Maisler en la fiesta de cumpleaños de su amiga Gwyneth Paltrow.

## Vida personal
Shannyn tiene tres tatuajes, incluyendo una S con una flor en su hombro derecho, y la misma "S" al revés en su hombro izquierdo. Su hijo, Audio Science Clayton, nació el 29 de mayo del 2003.
Sigue estudiando actuación, música y danza. Fue la baterista original de la banda psicodélica de Los Ángeles Warpaint con su hermana Jenny Lee Lindberg, pero decidió dejar el grupo para centrarse en la actuación. Su única grabación con la banda es el EP de 2009 Exquisite Corpse.

## Filmografía completa

### Cine
| Cine | Cine                           | Cine                      | Cine         |      |                 |         |  |
| Año  | Título original                | Personaje                 | Notas        |      |                 |         |  |
| ---- | ------------------------------ | ------------------------- | ------------ | ---- | --------------- | ------- |  |
| Año  | Título original                | Personaje                 | Notas        | 2001 | A Knight's Tale | Jocelyn |  |
| 2002 | 40 Days and 40 Nights          | Erica Sutton              |              |      |                 |         |  |
| 2002 | The Rules of Attraction        | Lauren Hynde              |              |      |                 |         |  |
| 2003 | Who ley Moses                  | Max                       | Cortometraje |      |                 |         |  |
| 2003 | The Order                      | Mara Sinclair             |              |      |                 |         |  |
| 2005 | Devour                         | Marisol                   |              |      |                 |         |  |
| 2005 | Chasing Ghosts                 | Taylor Spencer            |              |      |                 |         |  |
| 2005 | I Hate You Leilani             | Jo                        | Cortometraje |      |                 |         |  |
| 2005 | The Double                     | Melanie                   | Cortometraje |      |                 |         |  |
| 2005 | Undiscovered                   | Josie                     |              |      |                 |         |  |
| 2005 | Kiss Kiss Bang Bang            | Chica del pelo rosa       |              |      |                 |         |  |
| 2006 | Wristcutters: A Love Story     | Mikal                     |              |      |                 |         |  |
| 2006 | The Holiday                    | Maggie                    |              |      |                 |         |  |
| 2007 | Catacombs                      | Victoria                  |              |      |                 |         |  |
| 2008 | One Missed Call                | Beth Raymond              |              |      |                 |         |  |
| 2009 | Life Is Hot in Cracktown       | Concetta                  |              |      |                 |         |  |
| 2010 | Our Family Wedding             | Ashley McPhee             |              |      |                 |         |  |
| 2010 | The Heavy                      | Claire                    |              |      |                 |         |  |
| 2010 | Road to Nowhere                | Laurel Graham Velma Duran |              |      |                 |         |  |
| 2011 | The Day                        | Shannon                   |              |      |                 |         |  |
| 2011 | Fight for Your Right Revisited | Cliente de la cafetería   | Cortometraje |      |                 |         |  |
| 2012 | The End of Love                | Lydia                     |              |      |                 |         |  |
| 2012 | The Cyclist                    | Chica                     | Cortometraje |      |                 |         |  |
| 2013 | Desire                         | Melody                    | Cortometraje |      |                 |         |  |
| 2015 | Sinister 2                     | Courtney Collins          |              |      |                 |         |  |
| 2022 | Grimcutty                      | Leah Chaudhry             |              |      |                 |         |  |
| 2024 | Backspot                       | TBA                       |              |      |                 |         |  |

### Televisión
| 1997      | Mr. Show                          | Modelo de pasarela Girl Trophy Presentadora del trofeo | Episodio: "Peanut Butter, Eggs, and Dice"                                                   |
| 2004      | Law & Order: Special Victims Unit | Myra Denning                                           | Episodio: "Doubt"                                                                           |
| 2007      | Dirt                              | Kira Klay                                              | 5 episodios                                                                                 |
| 2007–2008 | Moonlight                         | Coraline                                               | 10 episodios                                                                                |
| 2010      | How to Make It in America         | Gingy Wu                                               | 8 episodios                                                                                 |
| 2013      | Mistresses                        | Alex                                                   | 8 episodios                                                                                 |
| 2014      | Over the Garden Wall              | Lorna (voz)                                            | "Chapter 7: The Ringing of the Bell" (episode seven, season one)                            |
| 2015–16   | Wayward Pines                     | Theresa Burke                                          | Habitual de la serie (primera temporada) Papel recurrente (segunda temporada); 14 episodios |
| 2015–16   | Sleepy Hollow                     | Pandora                                                | Habitual de la serie (tercera temporada); 18 episodios                                      |

## Apariciones en televisión
- Wayward Pines, como Theresa Burke (2015)
- Over the Garden Wall (2014) - Episodio "The Ringing of the Bell" como la voz de Lorna.
- Moonlight, como Coraline (2007)
- Dirt como Kira Klay (2007)
- Ley y Orden: Unidad de Víctimas Especiales - Episodio "Doubt" (2004) como Myra Denning.
- Mr. Show (1997)

## Comerciales para televisión
- Denim: "Boys Who Scratch" (2001)
- "Khaki Swing"
- Kmart
- Kodak
- Oldsmobile
- Pepsi

## Vídeos musicales
- Sea Wolf - "Wicked Blood" (2009)
- The Black Heart Procession - "Not Just Words" (2006)
- Mick Jagger - "God Gave Me Everything" (2001)
- Korn - "Make Me Bad" (1999)
- Cher - "Strong Enough" (1999)
- Goo Goo Dolls - "Dizzy" (1999)
- DJ Quik - "Hand In Hand" (1998)
- Deborah Cox - "It's Over Now" (1998)
- Daft Punk - "Da Funk" (1997)